# Thegner
Thegner är en utslocknad svensk friherrlig ätt. 
Den utgick från juristen, borgarståndets tidigare talman Olof Arvidsson Thegner (1615–1689), som adlades av Karl XI 1683, introducerades på Riddarhuset 1686 och upphöjdes till friherre 1687 och introducerades som sådan 1689 under nummer 86. Ätten utslocknade på svärdssidan 1768 med sonsonen Carl Thegner, som endast hade döttrar. Den längst levande av dessa dog ogift 1811, då ätten alltså även utgick på spinnsidan.